# Le Péage-de-Roussillon
Le Péage-de-Roussillon is een gemeente in het Franse departement Isère (regio Auvergne-Rhône-Alpes). De plaats maakt deel uit van het arrondissement Vienne. Le Péage-de-Roussillon telde op 1 januari 2022 6.587 inwoners. 

## Geografie
De oppervlakte van Le Péage-de-Roussillon bedroeg op 1 januari 2022 7,41 vierkante kilometer; de bevolkingsdichtheid was toen 888,9 inwoners per km².

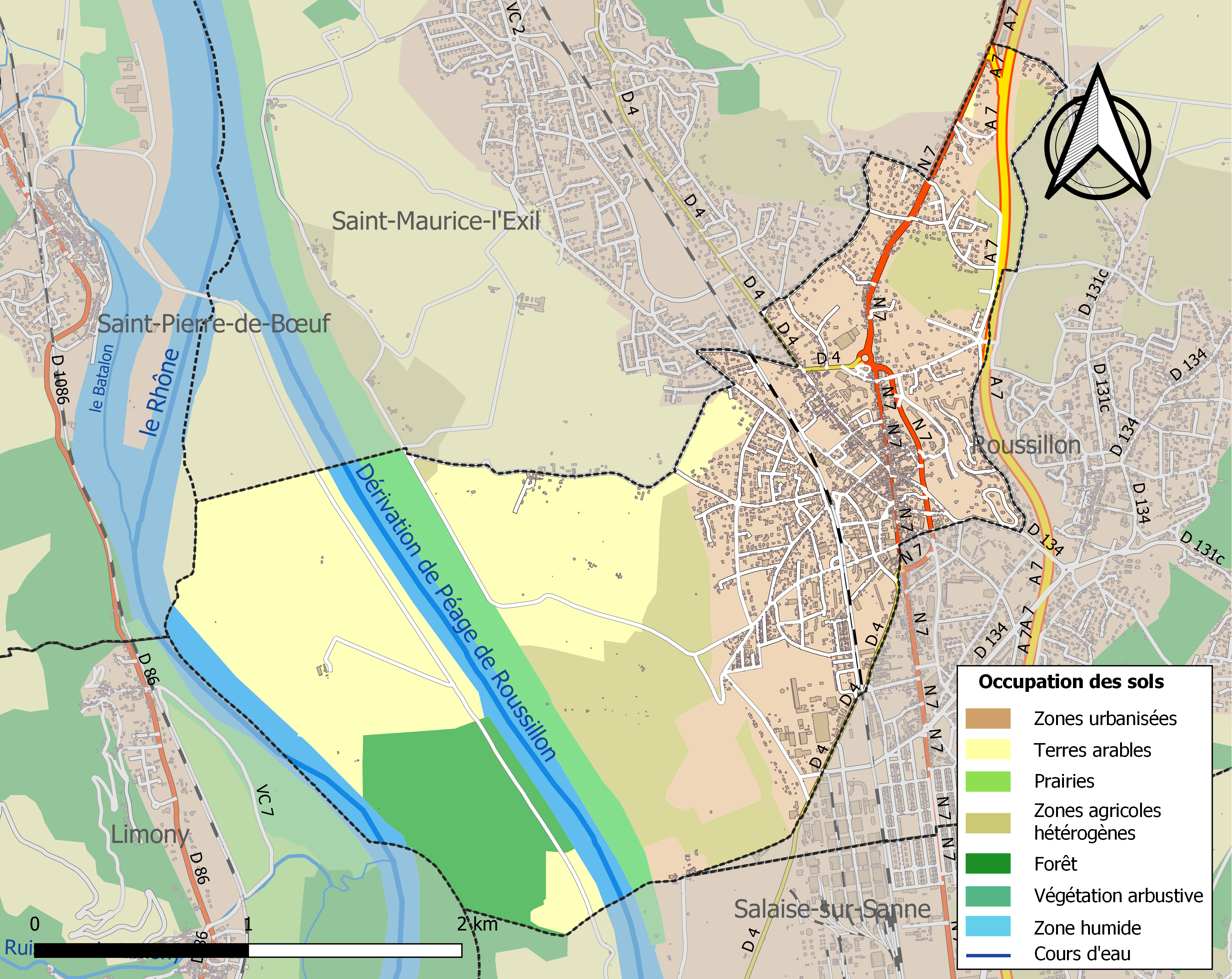
Kaart van de gemeente met de belangrijkste infrastructuur, bodemgebruik en omliggende gemeenten

## Verkeer en vervoer
In de gemeente ligt spoorwegstation Péage-de-Roussillon.

## Demografie
Onderstaande figuur toont het verloop van het inwonertal (bron: INSEE-tellingen).